# Бласдел, Генри
Ге́нри Гуд Бла́сдел (англ. Henry Goode Blasdel, 29 января 1825 — 22 июля 1900) — первый губернатор штата Невада, член Республиканской партии США. Годы пребывания Генри Бласдела на посту губернатора штата пришлись на период Гражданской войны в США и первые годы эпохи Реконструкции Юга.

## Биография
Бласдел родился в пригороде Лоренсберга (Индиана) и до переезда в Неваду работал фермером, кладовщиком и капитаном речного катера. В 1861 году был избран мировым судьёй с юрисдикцией по уголовным и гражданским делам округа Стори.
Генри Бласдел был избран губернатором штата Невада в 1864 и переизбран на второй срок в 1866 году. Срок полномочий на посту закончился в 1870 году.
В 1891 году Бласдел вместе со своей семьёй переехал в Окленд (штат Калифорния), где скончался 22 июля 1900 года.